# 南图潘西
南图潘西是巴西南大河州的一个市镇。总面积135.115平方公里，总人口1723人，人口密度12.8人/平方公里。